# Mariage de 6 000 soldats de l'Empire
Le mariage de 6 000 soldats de l'Empire fait référence à une décision de l'empereur Napoléon Ier, à l'occasion de son remariage avec Marie-Louise d'Autriche en 1810, de doter des jeunes filles de tous les cantons de France par leur mariage avec des militaires en retraite. On parle aussi des « Mariés de l'Empereur ».

## Contexte

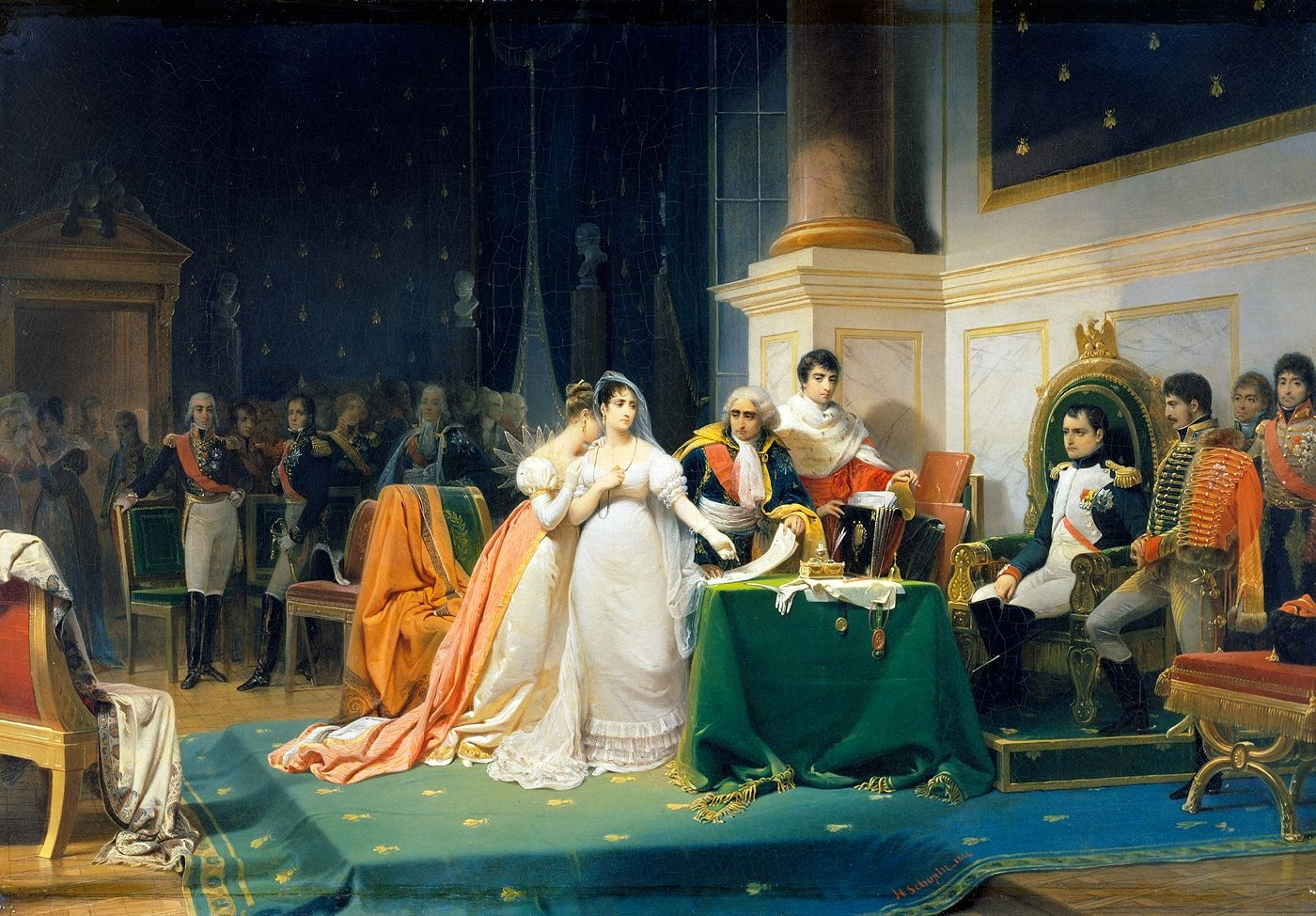
Divorce de Joséphine, 15 décembre 1809, palais des Tuileries
Henri-Frédéric Schopin, 1843.

Le 12 octobre 1809, devant le château de Schönbrunn où il se trouvait pour les négociations du traité de Vienne mettant un terme à la campagne d'Allemagne et d'Autriche, l'empereur Napoléon Ier échappe à une tentative d'assassinat perpétrée par un jeune étudiant allemand du nom de Friedrich Staps qui le considère comme « ennemi de la paix et de l'Allemagne ». L'empereur prend conscience que, même en dehors d'un champ de bataille, il est vulnérable et que sa mort le laisserait sans héritier, ses frères étant selon lui incapables de contenir un effondrement de l'Empire.
Après avoir conclu le traité le 14 octobre, obligeant l'Autriche à reconnaître les conquêtes de l'Empire français et à céder une partie de ses territoires, Napoléon revient en France avec la ferme intention de se séparer de Joséphine. Il profite de la possibilité de divorce qu'a apportée la Révolution française le 20 septembre 1792 pour faire prononcer le sénatus-consulte du 16 décembre 1809 sur la dissolution de son mariage civil. Est alors invoqué le motif de consentement mutuel, introduit dans le Code civil en 1804. En conséquence de difficiles négociations, l'impératrice reconnaît donc officiellement son incapacité à avoir des enfants alors que l'empereur affirme « l'attachement et la tendresse » qu'il porte à celle « qui a embelli [sa] vie durant quinze ans », tout en évoquant un « sacrifice pour le bien de la France ». Comme le rappelle l'historien Jean Tulard : « Le poignard de Staps avait manqué Napoléon, il tuait Joséphine ».
Reste alors la plus délicate question du mariage religieux, préalable imposé par l'empereur François Ier d'Autriche pour remettre la main de sa fille. L'officialité diocésaine de Paris, composée d'ecclésiastiques couverts d'honneur par Napoléon depuis son rétablissement en 1806, est saisie du procès. Se gardant bien d'utiliser, ici encore, le terme de divorce, l'archichancelier de l'Empire Cambacérès et le ministre des Cultes Bigot de Préameneu tentent d'obtenir l'annulation du mariage, afin de contourner un vraisemblable refus du pape Pie VII, emprisonné à Savone. Une enquête rapide conclut à la nullité du mariage religieux, en raison du non-respect des formes canoniques qui obligent la présence du prêtre et de deux témoins : en effet, c'est une simple et discrète bénédiction nuptiale qui a été donnée par le cardinal Fesch, oncle de Bonaparte, dans le secret du cabinet, la veille du sacre de 1804. Le 9 janvier 1810, la sentence conforme est rendue. Elle est confirmée par l'officialité métropolitaine, agissant en instance de deuxième niveau, le 11 janvier.
Devenu célibataire, Napoléon Ier doit rapidement trouver une épouse, avouant avec peu d'élégance « C'est un ventre que j'épouse ! ». Après avoir songé à une princesse de Russie, il se décide pour l'archiduchesse d'Autriche. Mais l'opinion publique, de même que l'Église catholique, considèrent les motifs de nullité du mariage avec Joséphine comme un expédient et une atteinte à la morale et la loi divine. Pourtant, les préparatifs du mariage de Napoléon Ier avec Marie-Louise d'Autriche sont expédiés en quelques jours. Le 11 mars 1810, un mariage est d'abord célébré par procuration, dans l'église des Augustins de Vienne, dans la tradition de l'Ancien Régime. Le 1er avril se tient au château de Saint-Cloud le mariage civil, suivi d'une bénédiction nuptiale dans le salon carré du Louvre dispensée par le cardinal Fesch. Le peuple français demeure hostile à cette nouvelle alliance et à cette « Autrichienne » qui évoque par trop la Révolution.
L'empereur décide alors de marquer l'événement de son mariage dans tout le pays par des actes de générosité et de bienveillance.

## Décret du25 mars 1810

### Description
De son palais de Compiègne, en date du 25 mars 1810, Napoléon Ier publie un décret contresigné par son secrétaire d'État Hugues-Bernard Maret, duc de Bassano, « contenant des actes de bienfaisance et d'indulgence à l'occasion du mariage de sa majesté l'Empereur et Roi ». Il permet la libération des détenus qui ne le sont plus que pour le non-paiement des amendes, la possibilité d'élargissement pour les individus emprisonnés pour dette fiscale, la suppression des dettes envers le bureau des nourrices du département de la Seine ainsi qu'une large amnistie en faveur des déserteurs.
Le Titre IV, « Du Mariage de six mille Militaires », permet à six mille soldats en retraite des campagnes révolutionnaires ou napoléoniennes de prendre une épouse à laquelle l'État remet une dot de 600 ou 1 200 francs.
| Titre IV - Du mariage de six mille Militaires |
| 5. Six mille militaires en retraite, ayant fait au moins une campagne, seront mariés le 22 avril prochain, avec des filles de leurs communes, auxquelles il sera accordé une dot de douze cent francs pour Paris, de six cents francs dans le reste de l'Empire, à savoir : - soixante dans la ville de Paris, - dix dans chacune des villes dont l'état est annexé au présent décret (A) ; - cinq dans chacune des villes dont l'état est annexé au présent décret (B) ; - deux dans chacune des villes dont l'état est annexé au présent décret (C) ; - un dans chacune des justices de paix de l'Empire.                                                                      |
| 6. Les militaires et les filles à marier seront choisis de la manière suivante, à savoir : - Pour la ville de Paris, par délibération du conseil général faisant fonction de conseil municipal, approuvée par le préfet. - Pour les villes chefs-lieux de département, par délibération du conseil municipal, approuvée par le préfet. - Pour les villes qui ne sont pas chefs-lieux de département, par délibération du conseil municipal, approuvée par le sous-préfet. - Pour les justices de paix, par une commission composée de deux maires et de deux curés désignés par le sous-préfet, et du juge de paix, qui présidera la commission et la réunira dans son domicile. |
| 7. Les communes qui ne seraient pas comprises dans les articles précédents, pourront, sur la délibération du conseil municipal, approuvée par le sous-préfet, marier un militaire et une fille de la commune, en se conformant, pour le choix et pour la quotité de la dot, aux dispositions ci-dessus. |

### Choix des mariés
Les conditions concernant les futurs époux sont examinées par des commissions locales agissant sous le contrôle des préfets. Le futur époux doit avoir mené au moins une campagne et avoir eu un comportement irréprochable. L'épouse est choisie dans une liste de filles non mariées, et de la « meilleure réputation ». Après établissement d'une liste des militaires « pouvant avoir à ce bienfait », chaque commission vérifie les droits, pièces de service, congé de retraite, appartenance à la commune. On privilégie les états de service brillants et les militaires ayant été blessés au combat augmentent leur chance d'être choisis. Dans certaines communes, il est parfois difficile de trouver des grognards volontaires au mariage, et dans d'autres, ce décret peut aussi être une aubaine.

### Date des noces
La cérémonie doit intervenir le dimanche 22 avril 1810 ou dans les jours qui suivent. En raison des lenteurs de communication et des difficultés d'organisation, certains mariages sont même célébrés plusieurs mois plus tard. Car, même si est généralement loué le génie organisateur de Napoléon, il semble que le régime ait mal évalué les exigences d'organisation en prenant un décret aussi tardif que précipité voire improvisé,.
Les préfets et sous-préfets donnent leurs instructions afin que les fêtes soient célébrées avec solennité, joie et allégresse et, surtout, qu'elles bénéficient d'une pompe exceptionnelle,. Dans la lignée des célébrations locales de la Fête de la Fédération, qui a cependant perdu de son envergure avec l'Empire, ces noces permettent à nouveau au pouvoir de s'approprier la liesse populaire.

### Répartition territoriale

Les 130 départements.

Les 6 000 mariages doivent être célébrés dans l'ensemble du territoire de l'Empire français. Afin que la nation tout entière adhère à cette harmonie, mais aussi à son régime, l'empereur tient à ce que dans chaque département, dans chaque canton, les festivités reproduisent celles de la capitale. Des listes sont annexées au décret, permettant d'assurer une juste répartition en fonction de la population :
| Catégorie               | Nombre | Mariages | Total |
| ----------------------- | ------ | -------- | ----- |
| Département de la Seine |        | 60       | 60    |
| État A                  | 51     | 10       | 510   |
| État B                  | 54     | 5        | 270   |
| État C                  | 555    | 2        | 1 110 |
| Justices de paix        | 3 832  | 1        | 3 832 |
| Total                   | Total  | Total    | 5 782 |

non compris les mariages prévus au sein d'autres communes par l'alinéa 7 du décret.
| Département         | Commune               | État |
| ------------------- | --------------------- | ---- |
| Arno                | Florence              | A    |
| Bouches-du-Rhône    | Marseille             | A    |
| Calvados            | Caen                  | A    |
| Doubs               | Besançon              | A    |
| Dyle                | Bruxelles             | A    |
| Dyle                | Louvain               | A    |
| Escaut              | Gand                  | A    |
| Finistère           | Brest                 | A    |
| Gard                | Nîmes                 | A    |
| Haute-Garonne       | Toulouse              | A    |
| Gênes               | Gênes                 | A    |
| Gironde             | Bordeaux              | A    |
| Hérault             | Montpellier           | A    |
| Ille-et-Vilaine     | Rennes                | A    |
| Indre-et-Loire      | Tours                 | A    |
| Isère               | Grenoble              | A    |
| Jemmapes            | Mons                  | A    |
| Jemmapes            | Tournai               | A    |
| Loire               | Saint-Étienne         | A    |
| Loire-Inférieure    | Nantes                | A    |
| Loiret              | Orléans               | A    |
| Lys                 | Bruges                | A    |
| Maine-et-Loire      | Angers                | A    |
| Marengo             | Alexandrie            | A    |
| Marne               | Reims                 | A    |
| Méditerranée        | Livourne              | A    |
| Meurthe             | Nancy                 | A    |
| Meuse-Inférieure    | Maestricht            | A    |
| Mont-Tonnerre       | Maïence               | A    |
| Moselle             | Metz                  | A    |
| Deux-Nèthes         | Anvers                | A    |
| Deux-Nèthes         | Malines               | A    |
| Nord                | Dunkerque             | A    |
| Nord                | Lille                 | A    |
| Nord                | Valenciennes          | A    |
| Ourthe              | Liège                 | A    |
| Pas-de-Calais       | Saint-Omer            | A    |
| Pô                  | Turin                 | A    |
| Bas-Rhin            | Strasbourg            | A    |
| Rhône               | Lyon                  | A    |
| Rome                | Rome                  | A    |
| Roer                | Cologne               | A    |
| Sambre-et-Meuse     | Namur                 | A    |
| Seine-Inférieure    | Rouen                 | A    |
| Seine-et-Oise       | Versailles            | A    |
| Deux-Sèvres         | Niort                 | A    |
| Somme               | Amiens                | A    |
| Taro                | Parme                 | A    |
| Taro                | Plaisance             | A    |
| Var                 | Toulon                | A    |
| Vaucluse            | Avignon               | A    |
| Allier              | Moulins               | B    |
| Alpes-Maritimes     | Nice                  | B    |
| Aube                | Troyes                | B    |
| Aude                | Carcassonne           | B    |
| Bouches-du-Rhône    | Aix-en-Provence       | B    |
| Bouches-du-Rhône    | Arles                 | B    |
| Calvados            | Lisieux               | B    |
| Charente            | Angoulême             | B    |
| Charente-Inférieure | La Rochelle           | B    |
| Charente-Inférieure | Rochefort             | B    |
| Cher                | Bourges               | B    |
| Côte-d'Or           | Dijon                 | B    |
| Eure-et-Loir        | Chartres              | B    |
| Finistère           | Quimper               | B    |
| Hérault             | Béziers               | B    |
| Jura                | Dôle                  | B    |
| Léman               | Genève                | B    |
| Loir-et-Cher        | Blois                 | B    |
| Lys                 | Courtray              | B    |
| Lys                 | Ostende               | B    |
| Manche              | Cherbourg             | B    |
| Marne               | Châlons-sur-Marne     | B    |
| Mayenne             | Laval                 | B    |
| Méditerranée        | Pise                  | B    |
| Mont-Tonnerre       | Worms                 | B    |
| Deux-Nèthes         | Lierre                | B    |
| Nièvre              | Nevers                | B    |
| Nord                | Cambray               | B    |
| Nord                | Douay                 | B    |
| Oise                | Beauvais              | B    |
| Ombrone             | Sienne                | B    |
| Ourthe              | Verviers              | B    |
| Pas-de-Calais       | Arras                 | B    |
| Pas-de-Calais       | Boulogne              | B    |
| Pas-de-Calais       | Calais                | B    |
| Puy-de-Dôme         | Clermont              | B    |
| Basses-Pyrénées     | Baïonne               | B    |
| Pyrénées-Orientales | Perpignan             | B    |
| Bas-Rhin            | Obernay               | B    |
| Bas-Rhin            | Schelestadt           | B    |
| Haut-Rhin           | Colmar                | B    |
| Roer                | Aix-la-Chapelle       | B    |
| Saône-et-Loire      | Mâcon                 | B    |
| Sarthe              | Le Mans               | B    |
| Seine-Inférieure    | Le Havre              | B    |
| Seine-Inférieure    | Dieppe                | B    |
| Seine-et-Oise       | Saint-Germain-en-Laye | B    |
| Stura               | Coni                  | B    |
| Tarn-et-Garonne     | Montauban             | B    |
| Trasimène           | Perugia               | B    |
| Trasimène           | Spoletto              | B    |
| Vendée              | Fontenay-le-Comte     | B    |
| Vienne              | Poitiers              | B    |
| Haute-Vienne        | Limoges               | B    |